# 松平親房
松平 親房（まつだいら ちかふさ、？ - 天文5年3月15日（1536年4月5日））は、戦国時代の武将。松平親忠の四男。官途名は玄蕃頭。号は随身斎。
大永年間に作成された『松平一門・家臣奉加帳』（写しが肥前嶋原松平文書に所収）には、道閲（松平長親）・松平蔵人佐信忠に次ぐ3番目に「随身斎」として記載されている。
永正年間には、既に三河国碧海郡桜井（現在の愛知県安城市桜井町）を支配し、大永7年（1527年）の銘がある桜井神社の棟札に記された「松平玄蕃入道宗安」は親房の法名と推定される。
桜井松平家の菩提寺である桜井山菩提寺の過去帳の筆頭に「桜山道井大禅定門俗姓名松平玄蕃允源信忠公」が天文5年3月15日に没したと記載されている。同時期の松平一族で官途名の玄蕃允を名乗ったのは親房しかおらず、親房の兄である信忠とも死去した日が異なるため、現在の過去帳には後世の筆写の際の誤記が含まれており、親房の死没記事と考えられる。また、通説では桜井松平家の初代とされている松平信定（長親の三男）は「桜山道井大禅定門」の後に記されており、「桜山道井大禅定門」の菩提を弔う立場であったと推測される。更に大樹寺の過去帳（『朝野舊聞裒藁』）には享禄4年正月15日（1531年2月2日）に死去した「桜井将監」という人物が記載されている。この人物の系譜・実名は不明であるが、松平宗家の菩提寺である大樹寺で葬儀が行われる身分を持ち桜井を称していることから、桜井領主である親房の後継者であったとみられる（享禄4年段階で親房は号や法名を持っているため、既に家督を継いでいた可能性が高い）。歴史学者の村岡幹生は享禄4年に桜井将監が死去したことで親房に後継者がいなくなったことから、甥の信定その名跡を継いで菩提寺である桜井山菩提寺を創建したと推測する（将監の名が過去帳にないのは、将監が死去したときにはまだ創建されておらず、大樹寺で葬儀が行われたからと推測される）。
村岡説を採用した場合、桜井松平家の成立時期が享禄・天文年間と言うことになる。また、松平信定も同家の初代ではなく、親房から同家の家督を継いだことが想定されることになる。